# شهرستان سونوما (کالیفرنیا)
شهرستان سونوما در ساحل شمالی کالیفرنیا یکی از شمالی‌ترین شهرستان‌ها از نه شهرستان منطقه خلیج سانفرانسیسکو در آمریکا می‌باشد. مطابق با سرشماری سال ۲۰۰۰ جمعیت این شهرستان برابر ۴۵۸٬۶۱۴ نفر می‌باشد. بزرگترین شهر و همچنین بخشداری آن سانتا روزا می‌باشد.